# Pedro Hauck

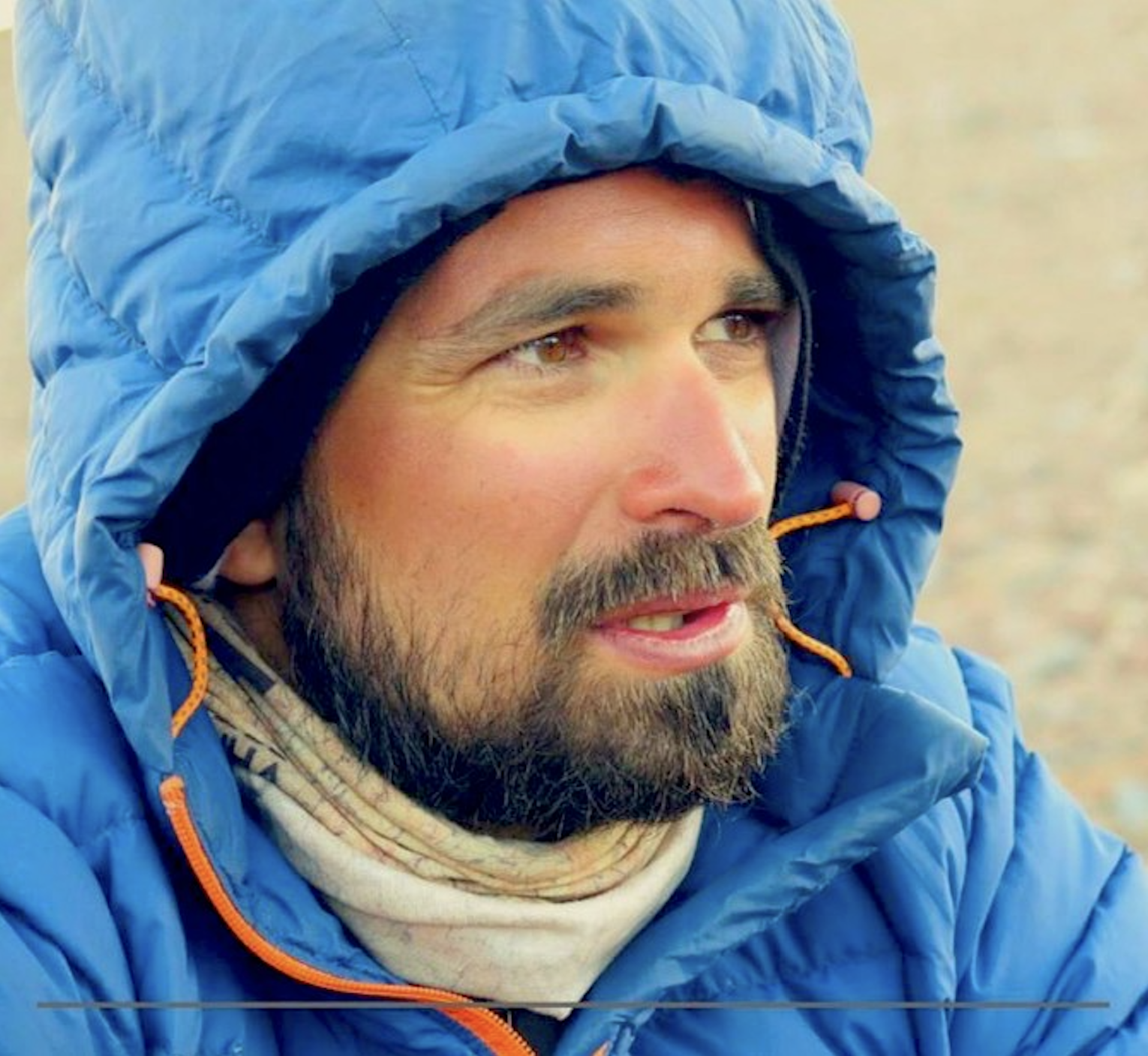
Pedro Hauck

Pedro Hauck é um geógrafo, mestre em Geografia Física e montanhista..
Já participou de duas dezenas de expedições à montanhas andinas, tendo alcançado cume em cerca de 85 montanhas de altitude (mais de 5500m). Em setembro de 2014 Pedro concluiu a escalada de todas as montanhas com mais de 6000 metros de altitude na Bolívia. Trata-se de 14 montanhas, muitas delas técnicas.

## Premiações

#### Mosquetão de Ouro 2017
Em 2017 A Confederação Brasileira de Montanhismo e Escalada (CBME) premiou o montanhista pelas escaladas de 2016. Pedro Hauck liderou a expedição à montanha mais alta dos Andes ainda inédita a brasileiros, o Cerro Bonete Chico (6759m) e com ela também se tornou o primeiro brasileiro a escalar as 5 montanhas mais altas dos Andes. Em 2016 ele alcançou o cume de pelo menos 7 montanhas nunca escaladas por brasileiros e acumulou 20 ascensões a montanhas nos Andes. Com estas montanhas, Pedro chegou a 85 cumes em montanhas andinas, destas 46 montanhas diferentes acima de 6 mil metros. A maior parte destas expedições foram feitas com recursos próprios, de maneira autônoma e independente.
Foi a segundo reconhecimento em três anos que Pedro Hauck recebeu no mais importante prêmio do montanhismo brasileiro. 

#### Mosquetão de Ouro 2015
Pedro Hauck e Maximo Kausch, que moram em Curitiba PR, levaram o prêmio por terem finalizado em 2014 a escalada de todas as montanhas acima de 6 mil metros na Bolívia.

#### Projeto de destaque em 2015
A Mount Everest Foundation escolheu o projeto de Maximo Kausch e Pedro Hauck e financiou a etapa de exploração de montanhas virgens com mais de 5000 metros de altitude.

## Projetos conhecidos

#### Todos os 6000 da Bolívia
Projeto concluído em 2014 junto ao montanhista argentino-brasileiro Maximo Kausch.

#### Montanha virgem mais alta dos Andes em 2015
Em novembro de 2015, junto ao montanhista argentino Maximo Kausch e a cientista britânica Suzie Imber, Pedro Hauck conquistou o cume da montanha até então virgem Monte Parofes (batizado pela equipe).

#### Todos os 6000 dos Andes
O projeto está atualmente em progresso. Entre julho de 2001 e maio de 2017, ele concluiu 46 do total de 104 montanhas com mais de 6000 metros nos Andes.

#### Montanhas Virgens dos Andes
No final de 2015, Pedro Hauck iniciou o projeto de escalada de montanhas virgens com mais de 5000 metros de altitude. O projeto recebeu o apoio de Mount Everest Foundation.

## Carreira acadêmica
Pedro possui graduação em Geografia pela Universidade Estadual Paulista Júlio de Mesquita Filho - UNESP, Campus de Rio Claro, SP (2005). É mestre no Programa de Pós Graduação em Geografia na Universidade Federal do Paraná (UFPR) em Curitiba, PR, (2009). Chegou a cursar doutorado pelo Programa de Pós Graduação em Geologia Ambiental na Universidade Federal do Paraná, porém não concluiu o curso. Tem experiência na área de Geografia Física e Geologia atuando principalmente nos seguintes temas: Biogeografia, Geomorfologia e Neotectônica, atuando na área de Paleogeografia do Quaternário, evolução de Paisagens e Tectonismo Cenozóico.
Suas maiores contribuições foram na ampliação do conhecimento sobre a Teoria dos Refúgios, com trabalhos citados na última obra do autor desta tese, o geógrafo paulista Aziz Ab'Sáber, no Livro Ecossistemas do Brasil, o último do renomado cientista que compila suas obras.

## Principais trabalhos científicos
- NASCIMENTO, E. R ; HAUCK, PEDRO. A. ; SALAMUNI, E. . Sinuosidade do front montanhoso da serra do Ibitiraquire - Paraná. RA'E GA: o Espaço Geográfico em Análise, v. 29, p. 36-46, 2013.
- NASCIMENTO, E. R ; SALAMUNI, E. ; QUEIROZ, G. L. ; HAUCK, Pedro. A. ; FIORI, A. P. . Evidências de determinação morfotectônica e neotectônica no relevo da Serra do Mar no estado do Paraná. Revista Brasileira de Geomorfologia, v. 14, p. 287-299, 2013.
- NASCIMENTO, E. R ; SALAMUNI, E. ; FIORI, A. P. ; HAUCK, PEDRO. A. ; SALVADOR, D. A; QUEIROZ, G. L. Morfoestruturas Cenozóicas da Serra do Mar Paranaense. 2012.
- SALAMUNI, E; NASCIMENTO, E. R; HAUCK, PEDRO; FIORI, C. O. Geomorfologia do Município de Curitiba-PR. Revista Brasileira de Geomorfologia, v. 14, p. 327-341, 2013.
- HAUCK, PEDRO. A.; Passos, E. . A paisagem de Vila Velha e seu significado para a Teoria dos Refúgios e a evolução do domínio morfoclimático dos Planaltos das Araucárias. RA' EGA (UFPR), v. 19, p. 155-164, 2010.
- HAUCK, PEDRO. A.. A Teoria dos Refúgios Florestais e sua relação com a extinção da megafauna Pleistocênica: Um estudo de caso. Estudos Geográficos (UNESP), v. 5, p. 121-134, 2008.
- HAUCK, Pedro. A.. Vila Velha e as Origens dos Campos Gerais e das Florestas de Araucárias. In: CARPANEZZI, O,T; CAMPOS, J.B; (Org.). Coletânia de Pesquisas. Parques Estaduais: Vila Velha, Cerrado e Guartelá. 1ed.Curitiba: Imprensa Oficial, 2011, v. 1, p. 23-28. ISBN 978-85-86426-36-0
- HAUCK, PEDRO (2009). Cerrados, campos e Araucarias: A teoria dos Refúgios Florestais e o significado paleogeográfico da paisagem do Parque Estadual de Vila Velha, Ponta Grossa – Paraná. Curitiba: UFPR. 160 páginas
- HAUCK, PEDRO (2009). Matas, campos e mandacarus: A Teoria dos Refúgios Florestais aplicada ao estudo da paisagem na Serra dos Cocais entre Valinhos e Itatiba – SP. Trabalho de Conclusão de Curso em Geografia. UNESP (Rio Claro) 2005. 75p